# Juan Floreal Recabarren
Juan Floreal Recabarren Rojas (Antofagasta, 21 de abril de 1927-ibíd, 16 de junio de 2020) fue un profesor de historia, geografía, economía política, historiador y político chileno, miembro del Partido Demócrata Cristiano (PDC). Desde 1969 hasta 1973 se desempeñó como diputado de la República, por Antofagasta, Tocopilla, El Loa y Taltal. Fue además, regidor, concejal y alcalde de su comuna; Antofagasta.

## Biografía
Nació en Antofagasta el 21 de abril de 1927. Hijo de Juan Bautista Recabarren e Inés Rojas Rojas.
Se casó en Taltal en 1962 con Magaly Raby Pinto, y tuvieron tres hijos.
Realizó sus estudios en el Liceo de Hombres de Antofagasta. Ingresó en 1948 al Instituto Pedagógico de la Universidad de Chile, donde estudió pedagogía en historia, geografía y educación cívica, carrera que cursó durante siete años. Se recibió de Profesor de Historia y Geografía en 1954 con la tesis Historia del proletariado de la provincia de Antofagasta de 1884 a 1919.
Inició su actividad laboral en el Liceo de Hombres de Antofagasta, pasando posteriormente por la Universidad Católica del Norte y la Universidad de Antofagasta.
En la misma ciudad de Antofagasta fundó junto a María Orieta Véliz Castillo el "Centro de Estudios Académicos Recabarren" dedicado a preparar alumnos para el ingreso a la Universidad, del que fue director.

## Trayectoria política
Inició sus actividades políticas cuando se integró al Partido Demócrata Cristiano (PDC). En representación de su colectividad fue vicepresidente del Centro de Alumnos del Instituto Pedagógico de la Universidad de Chile y luego presidente provincial de Antofagasta.
En 1961 fue electo regidor de Antofagasta, período 1961-1963, 1963-1967 y 1967-1969. Paralelamente, entre 1964 y 1967, cumplió como alcalde de dicha ciudad. En 1966 fue becado por el Gobierno de Alemania para estudiar Administración de Municipalidades en Berlín y otras ciudades alemanas.
Como político, fue mediador en el conflicto entre los clubes Unión Bellavista y Portuario Atacama, en mayo de 1966. En calidad de alcalde, ayudó a definir el nombre de la fusión (el cual fue finalmente Club de Deportes Antofagasta Portuario, actual Deportes Antofagasta), producto de la postulación conjunta de los equipos a la Asociación Central de Fútbol. Por ello fue elegido Presidente del club. En la actualidad se lo considera «Presidente Fundador» de Deportes Antofagasta.
En las elecciones parlamentarias de 1969 fue electo diputado, por la Segunda Agrupación Departamental, correspondiente a Antofagasta, Tocopilla, El Loa, y Taltal, por el período 1969-1973. Integró la Comisión Permanente de Educación Pública; y la de Minería.
Entre las mociones en que participó que fueron ley de la República está la Ley N.°17.375, de 27 de octubre de 1970, sobre recursos para la Sede de Antofagasta de la Universidad de Chile; y Ley N.°17.580, de 29 de diciembre de 1971 sobre establecimiento de normas imposiciones adeudadas regidores y exregidores.
En 1973 se presentó a la reelección como diputado, no resultando electo. Fue detenido el 11 de septiembre de 1980 por intento de fraude, tras demostrar públicamente la facilidad con la que se podía burlar la fiscalización del voto único en el plebiscito de la Constitución Política de la República de Chile de 1980.
Con el inicio hacia la transición a la democracia, volvió a asumir el cargo de alcalde de Antofagasta, en reemplazo de Dragomir Goic. En las elecciones de 1992 obtuvo el segundo lugar de las preferencias detrás de Pedro Araya, quien asumió como alcalde mientras que Recabarren fue elegido concejal, cargo que ocupó hasta diciembre de 1996.
El 14 de febrero de 2004, fue galardonado junto con la directora de cine Adriana Zuanic, la filial Antofagasta de la Cruz Roja Chilena y el Liceo A-15 Mario Bahamonde Silva con el Ancla de Oro, premio que recibió de manos del concejal de Antofagasta Constantino Zafirópulos.
En 2014 impulsó el proyecto Puesta en Valor Actas Municipales del Archivo de Antofagasta, y el financiamiento del FNDR 2 % de Cultura. Esta iniciativa marcó un antes y un después del patrimonio Municipal. Generó el acceso a los investigadores, estudiantes, académicos y público en general a consultar los archivos de manera virtual. El trabajo fue desarrollado posteriormente en las etapas II, III, IV y una V etapa en patrocinio de CIIAR, Centro de investigación Isaac Arce.
Falleció a los noventa y tres años el 16 de junio de 2020 a causa de un paro cardíaco. A 2 años de su fallecimiento, Corporación Proa lanzó la biografía: "Floreal Recabarren, un personaje antofagastino"

## Historial electoral

### Elecciones parlamentarias de 1969
- Elecciones parlamentarias de 1969 para la 2.ª Agrupación Departamental, Antofagasta.[4]

### Elecciones parlamentarias de 1973
- Elecciones parlamentarias de 1973 - Diputados para la 2.ª Agrupación Departamental (Antofagasta, Tocopilla, El Loa y Taltal)

Fuente: El Mercurio, 6 de marzo de 1973

### Elecciones municipales de 1992
- Elecciones municipales de 1992, por la alcaldía de Antofagasta[5]

## Obras
- Coloso: Una aventura histórica.
- Episodios de la vida regional, 2002.
- La matanza de San Gregorio. 1921: Crisis y tragedia, 2003.

| Predecesor: Santiago Gajardo  | Alcalde de Antofagasta 1964—1967 | Sucesor: Germán Miric |
| Predecesor: Patricio Valdivia | Alcalde de Antofagasta 1989—1991 | Sucesor: Pedro Araya  |